# Dendropaemon tenuitarsis
Dendropaemon tenuitarsis är en skalbaggsart som beskrevs av Felsche 1909. Dendropaemon tenuitarsis ingår i släktet Dendropaemon och familjen bladhorningar. Inga underarter finns listade i Catalogue of Life.